# مک‌آرتور، ویکتوریا
مک‌آرتور، ویکتوریا (انگلیسی: Macarthur, Victoria) یک شهرک در کشور استرالیا که در ایالت ویکتوریا واقع شده است

## خصوصیات
مک‌آرتور ۶۱۸ نفر جمعیت دارد